# Tangos, l'exil de Gardel
Pour plus de détails, voir Fiche technique et Distribution.
Tangos, l'exil de Gardel est un film franco-argentin réalisé par Fernando Ezequiel Solanas en 1985 et sorti l'année suivante.

## Synopsis
La vie d'un groupe d'Argentins émigrés à Paris durant la dictature militaire en Argentine (1976-1983). Le groupe décide de monter un ballet de tango en l'honneur du chanteur et compositeur de tango Carlos Gardel. Le film est aussi l'occasion de présenter le déracinement et le quotidien de ces exilés.

## Fiche technique
- Réalisation : Fernando Ezequiel Solanas
- Musique : Astor Piazzolla
- Photographie : Félix Monti

## Distribution
- Marie Laforêt : Mariana
- Miguel Ángel Solá : Juan Dos
- Philippe Léotard : Pierre
- Lautaro Murúa : Gerardo
- Ana María Picchio : Ana
- Marina Vlady : Florence
- Georges Wilson : Jean-Marie
- Gregorio Manzur : Carlos Gardel
- Cécile Ricard
- Gaspar Noé

## Distinctions
- Mostra de Venise 1985 : Grand prix spécial du jury
- Festival de La Havane 1985 : Premier Prix
- César 1986 : meilleure musique
- Condor d'argent 1987 : meilleur film